# Rodovia dos Imigrantes
A Rodovia dos Imigrantes (SP-160) é uma rodovia do estado de São Paulo. Possui 44 viadutos, 7 pontes e 14 túneis, em 58,5 km de extensão, de São Paulo a Praia Grande, no litoral sul.
É a principal via de acesso da cidade de São Paulo à Baixada Santista e ao litoral sul, possuindo tráfego intenso de veículos principalmente durante o verão e em feriados.
Integra o complexo denominado Sistema Anchieta-Imigrantes, composto também pelas rodovias Anchieta, Padre Manuel da Nóbrega e Cônego Domenico Rangoni.

## História

### Projeto
Já por volta de 1956, os técnicos do DER haviam percebido que a recém-inaugurada Rodovia Anchieta (SP-150) entraria em estado instável de operação e criaram estudos que apontariam para a necessidade da construção de uma nova pista, independente do tipo de ampliação que fosse feita na Anchieta. Em 1955 a Anchieta havia registrado 16 acidentes com cinco vítimas fatais, um recorde para a época.
O grupo, chamado de Comissão CMG-44, seria o primeiro passo para a criação da DERSA, uma empresa de economia mista criada em 1969 inicialmente para construir, administrar e conservar as ligações com a Baixada. O projeto foi considerado revolucionário à época, com uma pista composta predominantemente de viadutos e túneis atravessando a Serra do Mar. O projeto inicial previa duas pistas com quatro faixas no trecho de planalto, e três pistas no trecho de Serra: uma pista ascendente com três faixas, uma pista descendente com duas que seria complementada com uma pista reversível com mais duas faixas. Na Baixada Santista haveria duas pistas de três faixas, com mais duas pistas com duas faixas para um ramal para Mongaguá. O projeto, criado em colaboração com uma firma italiana, previa que as três pistas no trecho de Serra fossem paralelas.

### Construção

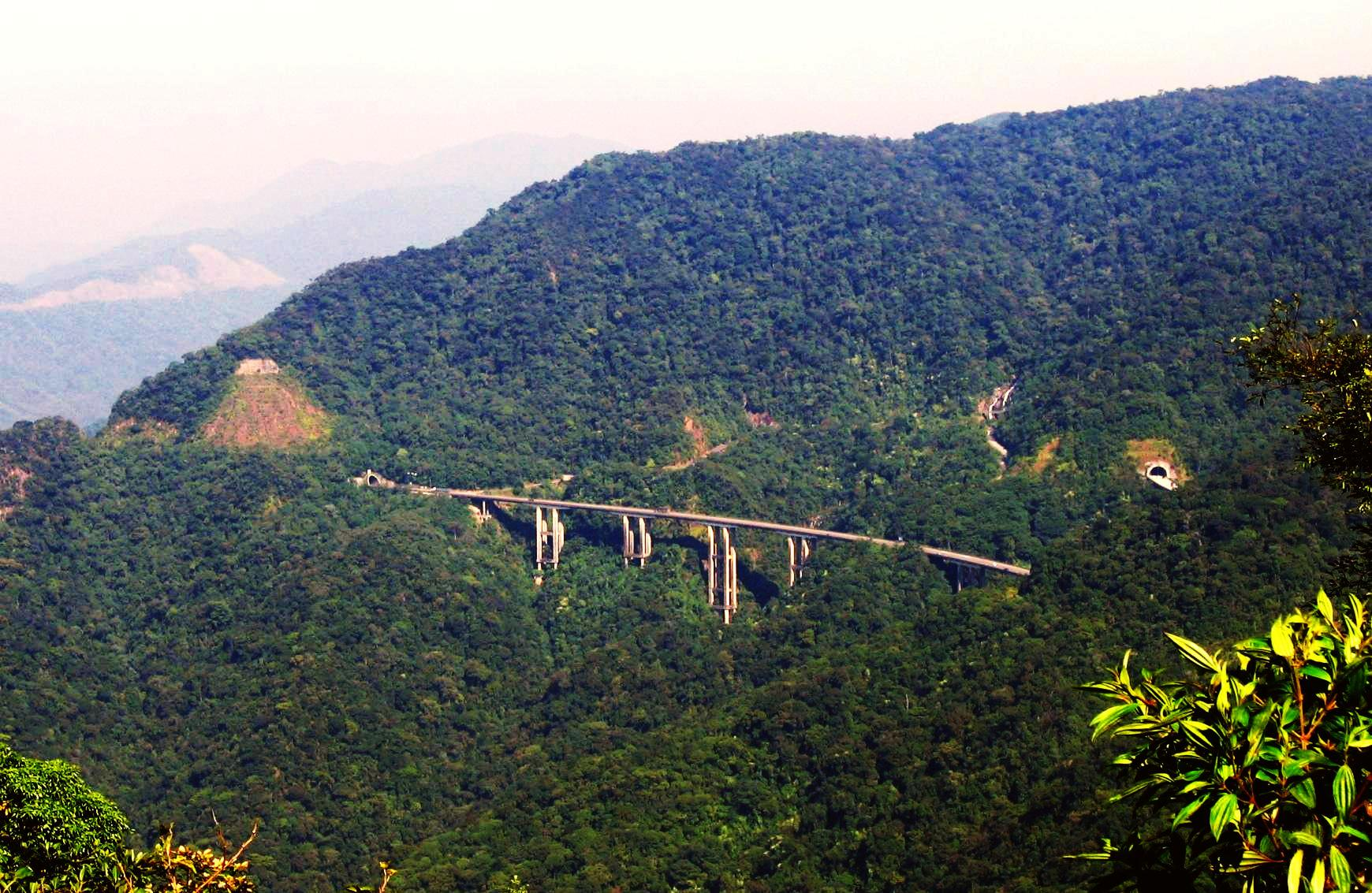
Trecho de serra da Rodovia dos Imigrantes.

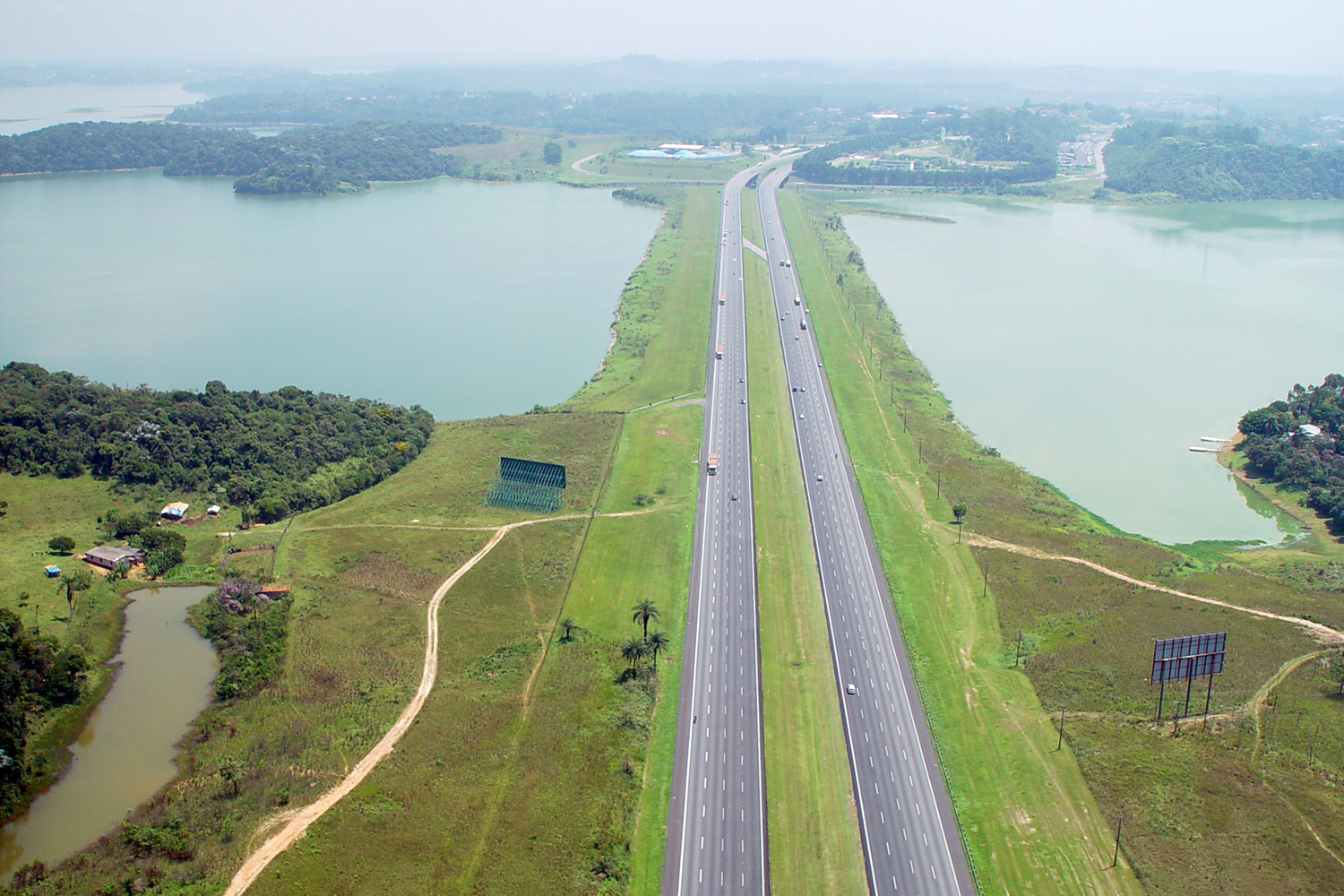
A Rodovia dos Imigrantes cortando a represa Billings.

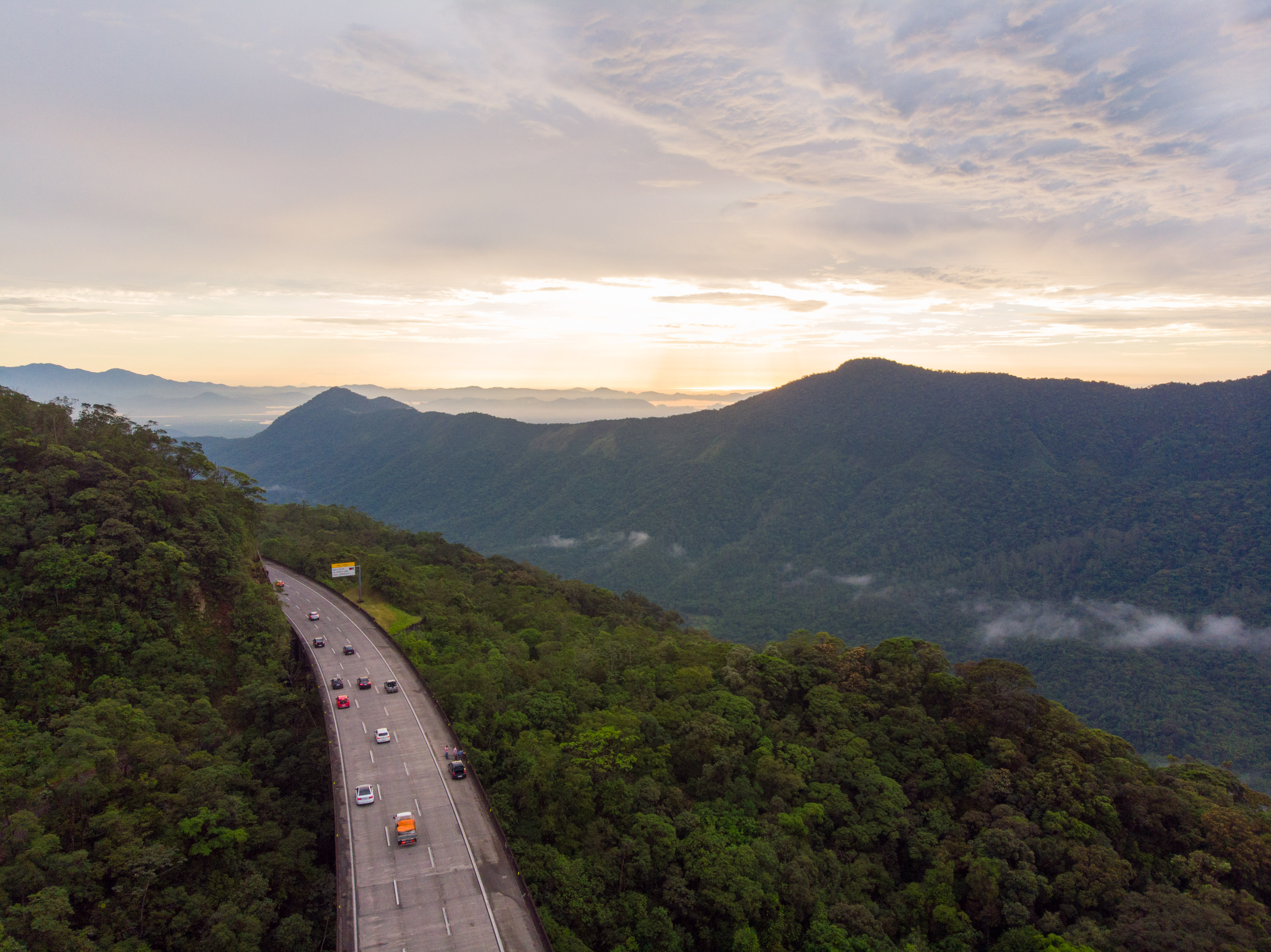
Trecho de serra da Rodovia dos Imigrantes.

O governador de São Paulo, Roberto Costa de Abreu Sodré, participou no dia 31 de janeiro de 1969 da cerimônia que deu início às obras para a construção da Rodovia dos Imigrantes, O evento, que foi parte das comemorações de aniversário de dois anos de Abreu Sodré à frente do governo, ocorreu no quilômetro sete da estrada do Alvarenga, em São Bernardo do Campo (SP).  A inauguração dos 30,5 km do trecho do Planalto  inclusive a  Via de Interligação com a Rodovia Anchieta foi no dia 23 de janeiro de 1974 pelo governador Laudo Natel junto com o Secretário de Obras Paulo Maluf.  
Em 1974, surge a ideia  de iniciar as obras do trecho da Serra do Mar com pista descendente e reversível como superpostas, basicamente com a pista reversível sendo construída em cima da pista descendente. As duas pistas contariam com túneis mais longos (seriam 5.438 metros de túneis, Interlom o maior deles tendo 3.200 metros de extensão). A ideia logo seria abandonada porque se constataria que pistas colaterais permitiriam uma diminuição dos custos, aumento da segurança operacional ao permitir a ligação das duas pistas. Com sérias limitações orçamentárias, a DERSA deixa os projetos tanto da pista reversível quanto da pista descendente de lado. A pista ascendente passa a ser operada de forma reversível, com o sentido sendo revertido de acordo com as demandas de tráfego. A construção da pista ascendente, inaugurada em 28 de junho de 1976, teria usado cem engenheiros e treze mil operários.
Quando surgem os primeiros planos para concessão das rodovias administradas pela DERSA, em 1993 surge a ideia de conceder o sistema Anchieta-Imigrantes em troca da construção da pista descendente. A empresa privada Ecovias receberia a concessão por um período de 20 anos para a operação e manutenção de todo o Sistema Anchieta-Imigrantes em 27 de maio de 1998. Dentre outras exigências, o contrato estabelecia que a concessionária deveria construir a pista descendente da Rodovia dos Imigrantes. Esta pista foi inaugurada em 17 de dezembro de 2002. Com um projeto refeito em relação ao original, de 1986, a pista descendente possui túneis ainda mais longos e viadutos mais modernos que os da ascendente.
Ambas as pistas da Imigrantes são reversíveis. A administração do Sistema Anchieta-Imigrantes mantém a prática de reverter as pistas para um único sentido quando o tráfego é muito intenso: geralmente, às vésperas de feriados prolongados (em que as pistas são revertidas para o sentido capital-litoral), ou ao final destes (quando se revertem as pistas para o sentido litoral-capital). A Pista Norte da Imigrantes possui 11 túneis. Já a Sul possui quatro, sendo dois deles dos mais extensos túneis rodoviários brasileiros, o primeiro com 3.146 m de extensão e o outro com 3.009 m. Túneis e viadutos tão extensos foram necessários para que o impacto ambiental sobre a Serra do Mar fosse mínimo na construção da Pista Sul. A construção da Pista Norte, na década de 1970, exigiu o desmatamento de 16.000.000 m² da serra; já a construção da Pista Sul, inaugurada em 2002, desmatou 400.000 m² dela.
A estrutura com declividade acentuada, geometria reta e grande número de túneis não oferece as condições de segurança necessárias para o tráfego de veículos pesados na rodovia, por isso a sua utilização é vetada para caminhões de grande porte e ônibus no trecho de serra da pista descendente.

### Acidentes históricos
A rodovia, apesar de ser uma moderna, sinalizada e monitorada pela policia e a operador, teve a ocorrência de dois acidentes marcantes: um em 2011, envolvendo 103 carros, e outro em 2013, um deslizamento provocado por fortes chuvas perto do km 52. Em ambas as ocasiões, houve ocorrência de uma morte e relato de feridos.
Em 8 de dezembro de 1973 ocorreu o primeiro acidente automobilístico da história da Rodovia dos Imigrantes, que aconteceu antes mesmo da inauguração da rodovia. Na referida data, com a rodovia ainda em obras iniciais, no trecho de Eldorado (Diadema), ao sair de uma curva, um veículo modelo Plymouth Belvedere 1958 (que dez anos depois ficaria mundialmente famoso por protagonizar o thriller cult intitulado "Cristine, o carro assassino") colidiu frontalmente com uma manilha de concreto deixada no meio da rodovia pelos operários da época. Neste acidente o passageiro do veículo faleceu instantaneamente no momento do impacto e o condutor do veículo veio a óbito cinco dias depois. Do veículo, de 5,61 m de comprimento, restou apenas o porta-malas inteiro.[carece de fontes?]
Em 15 de setembro de 2011, por volta das 13h (no horário de Brasília), ocorreu um engavetamento de veículos envolvendo 103 automóveis, deixando 29 feridos e um morto. O engavetamento teve cerca de 2 km de extensão. A razão para o acidente, de acordo com a Polícia Rodoviária, foi a intensa neblina que dificultava a visibilidade dos motoristas. Aproximadamente 200 pessoas fizeram o trabalho de resgate das vítimas, incluindo 20 equipes dos bombeiros, 38 da Polícia Rodoviária Estadual, 60 da PMSP e 60 da Ecovias. A rodovia só veio a ser liberada no dia seguinte às 12h30 (no horário de Brasília), quase 24 horas após o acidente.
Em 22 de fevereiro de 2013, por volta das 16h47 (no horário de Brasília), devido a uma chuva intensa, ocorreu o deslizamento de parte da uma encosta na altura do km 52, no trecho de serra. Houve o engavetamento de 24 veículos e a morte de uma pessoa. Este deslizamento interditou a rodovia por cerca de 30 horas.

#### Operação Comboio
Em períodos de grandes trechos de neblina e baixa visibilidade, veículos da Ecovias e da Polícia Militar Rodoviária de São Paulo tomam a dianteira dos veículos em todas as faixas e os fazem seguir o caminho em baixa velocidade, minimizando-se assim os riscos de acidentes.

### Expansão
Em janeiro de 2024, o governo Tarcísio de Freitas autorizou que a Ecovias estudasse a criação de uma terceira via que ligasse o planalto com a Baixada Santista, devido ao crescimento de fluxo diário de veículos.

## Trajeto
O trajeto da Rodovia dos Imigrantes cruza os seguintes municípios, todos no estado de São Paulo.
| Km | Município                            | Região           |
| 0  | São Paulo                            | Grande São Paulo |
| 16 | Diadema                              | Grande São Paulo |
| 24 | São Bernardo do Campo                | Grande São Paulo |
| 45 | São Vicente (Serra do Mar)           | Baixada Santista |
| 51 | São Bernardo do Campo (Serra do Mar) | Grande São Paulo |
| 58 | Cubatão                              | Baixada Santista |
| 66 | São Vicente                          | Baixada Santista |
| 70 | Praia Grande                         | Baixada Santista |

### Relato descritivo rodoviário
- km 08 - Início da rodovia na Av. Prof. Abraão de Moraes, Jabaquara, São Paulo
- km 10 - Acesso à Av. dos Bandeirantes para a Marginal Pinheiros, Congonhas, Zona Sul,  Dutra
- km 11 - Acesso à Secretaria da Agricultura, à São Paulo Expo e ao Centro de Treinamento Paralímpico Brasileiro (última saída antes do pedágio)
- km 12 - Acesso oriundo da Av. Eulália (Jabaquara, Av. Eng. Armando A. Pereira, Terminal Jabaquara) (apenas na Pista Sul)
- km 12 - Acesso à Rua Xavier Pais (Jabaquara, Av. Eng. Armando A. Pereira, Terminal Jabaquara) (apenas na Pista Norte)
- km 16 - Acesso a Diadema, São Bernardo do Campo,  Via Anchieta (pedágio)
- km 20 - Acesso aos bairros Eldorado (Diadema), Jardim Inamar (Diadema) e Cooperativa (São Bernardo) (pedágio)
- km 24 - Acesso ao  Rodoanel Mário Covas, Bairros Demarchi, Parque Imigrantes e Batistini (São Bernardo) (pedágio)
- km 32 - Pedágio - Piratininga (apenas na Pista Sul)
- km 40 -  Interligação Planalto para a  Via Anchieta
- km 44 - Início do trecho de serra e dos túneis
- km 45 - Acesso à Estrada de Manutenção
- km 58 - Acesso à  Rod. Cônego Domenico Rangoni para Guarujá, Bertioga, São Sebastião
- km 58 - Acesso à  Rod. Padre Manuel da Nóbrega para Itanhaém, Mongaguá, Peruíbe
- km 59 - Fim do trecho de serra
- km 62 -  Interligação Planície para Santos,  Via Anchieta
- km 66 - Acesso a São Vicente
- km 70 - Fim da rodovia no início da Av. Ayrton Senna da Silva, no bairro Sítio do Campo em Praia Grande, SP

### Pedágios
A Rodovia dos Imigrantes é pedagiada desde sua inauguração. Como em todas as rodovias que sofreram concessões, os pedágios da Imigrantes sofreram fortes reajustes, mesmo descontada a inflação, considerados excessivos por parte significativa dos usuários.
Atualmente, o pedágio da Imigrantes é o mais caro do estado, a R$ 33,80, válido para uma viagem de ida e volta de automóvel. No trecho de planalto, a Imigrantes apresenta três pedágios de bloqueio para o acesso às localidades lindeiras.
| Pedágio    | km | Sentido | Localidade                   | Geocoordenadas                  |
| ---------- | -- | ------- | ---------------------------- | ------------------------------- |
| Bloqueio 1 | 16 | Sul     | Diadema                      | 23° 40' 54.12"S 46° 36' 39.97"W |
| Bloqueio 2 | 20 | Sul     | Eldorado (Diadema)           | 23° 43' 04.93"S 46° 36' 21.25"W |
| Bloqueio 3 | 26 | Sul     | Batistini (S. B. do Campo)   | 23° 48' 08.92"S 46° 35' 42.61"W |
| Principal  | 32 | Sul     | Piratininga (S. B. do Campo) | 23° 49' 14.71"S 46° 34' 57.18"W |